# 손유빈
손유빈은 대한민국의 아나운서다.

## 방송
- 건강매거진 (2018)
- 건강한 치아 토크 아~ 해보세요 (2019)
- 내몸일기 (2020)
- 건강주치의365 (2021) - 진행
- 투데이 한경 코리아마켓 (2022)
- 2023 베스트 아나테이너 선발대회 (2023) - 심사위원

## 경력
- 이데일리TV 아나운서
- 삼성증권 아나운서
- YTN FM 뉴스앤뮤직 아나운서
- 코오롱 사내아나운서
- 안동 MBC 아나운서